# Riccardia pennata
Riccardia pennata là một loài rêu trong họ Aneuraceae. Loài này được E. A. Br. mô tả khoa học đầu tiên năm 1989.